# Sérgio Manuel Ribeiro Dinis
Sérgio Manuel Ribeiro Dinis (Ermelo, 8 de marzo de 1970) es un prelado portugués actual obispo castrense de Portugal desde su designación el 22 de noviembre de 2024, tomó posesión de la cátedra el 20 de febrero de 2025.
Tuvo su ordenación presbíteral el 17 de julio de 1994 y su ordenación episcopal el 26 de enero de 2026.

## Biografía
Sérgio Ribeiro nació el 8 de marzo de 1970 en Ermelo, Portugal, territorio perteneciente a la diócesis de Vila Real. 
Tras ser alumno en el colegio salesiano de Poiares, ingresó al seminario de Vila Real y luego al seminario mayor de Oporto, al mismo tiempo de su periodo en el seminario se licenció en teología por la Universidad Católica de Oporto y en derecho canónico por la Pontificia Universidad de Salamanca.
Fue ordenado presbítero el 17 de julio de 1994.

### Presbiterado
Al iniciar su ministerio pastoral, inició siendo secretario del obispo de Vila Real, Joaquim Gonçalves hasta su retiro del cargo en 1996.
Luego ocupó cómo párroco en las siguientes parroquias:
- Parroquia de Santa María Mayor (1996-2024)
- Parroquia de Nuestra Señora de la Anunciación (1996-1998)
- Parroquia de Santa María Magdalena (1996-1998)
- Parroquia de Nuestra Señora de la Purificación (1996-2014)
- Parroquia de San Sebastían (1996-2014)

También fue juez del Tribunal Eclesiástico Interdiocesano y arcipreste de la diócesis.

### Episcopado

#### Obispo Castrense de Portugal
El 22 de noviembre de 2024 el papa Francisco lo nombró obispo castrense de Portugal, siendo sucesor del patriarca de Lisboa, Rui Valério; quien ejercía cómo administrador apostólico sede vacante del obispado castrense hasta su toma de posesión. Fue ordenado obispo el 26 de enero de 2025 por el obispo de Vila Real, António Augusto de Oliveira Azevedo cómo consagrante y, el patriarca de Lisboa, Rui Valério y el obispo emérito de Leiria-Fátima, cardenal Antonio dos Santos Marto cómo co-consagrantes.
Al ser nombrado obispo castrense, el ministro de Defensa Nacional de Portugal, lo nombró jefe del Servicio de Asistencia Religiosa de las Fuerzas Armadas y de Seguridad en una ceremonia el 5 de febrero de 2025 debido a que este cargo corresponde a quién ejerza cómo obispo castrense de Portugal.
Tomó posesión de la cátedra el 20 de febrero de 2025.